# Vlado Čapljić
Vlado Čapljić (Szarajevó, 1962. március 22. –) olimpiai bronzérmes jugoszláv válogatott boszniai szerb labdarúgó, hátvéd, edző.

## Pályafutása

### Klubcsapatban
1978-ban a Željezničar Sarajevo korosztályos csapatában kezdte a labdarúgást. 1979 és 1985 között játszott a Željezničar első csapatában. 1985 és 1987 között a Partizan labdarúgója volt, ahol két jugoszláv bajnoki címet szerzett. 1987 és 1990 között a Dinamo Zagreb, 1990 és 1992 között a Željezničar Sarajevo játékosa volt. 1992 és 1994 között a portugál AD Esposende csapatában szerepelt.

### A válogatottban
1984–85-ben négy alkalommal szerepelt a jugoszláv válogatottban. Az 1984-es Los Angeles-i olimpián bronzérmet szerzett a csapattal.

### Edzőként
2009 és 2017 között Szerbiában és Bosznia-Hercegovinában dolgozott edzőként. A szerb Radnički Kragujevac, Donji Srem és a Mačva Šabac vezetőedzője volt, illetve a bosnyák Slavija, a Rudar Prijedor és a Željezničar Sarajevo szakmai munkáját irányította.

## Sikerei, díjai
Jugoszlávia
- Olimpiai játékok
  - bronzérmes: 1984, Los Angeles

 Partizan
- Jugoszláv bajnokság
  - bajnok (2): 1985–86, 1986–87